# 広島電鉄家政女学校
広島電鉄家政女学校（ひろしまでんてつかせいじょがっこう）は、かつて広島県広島市皆実町（現在の南区皆実町2丁目ゆめタウン広島北側の一角）に存在した私立実業学校（旧制中等学校）。

## 概要

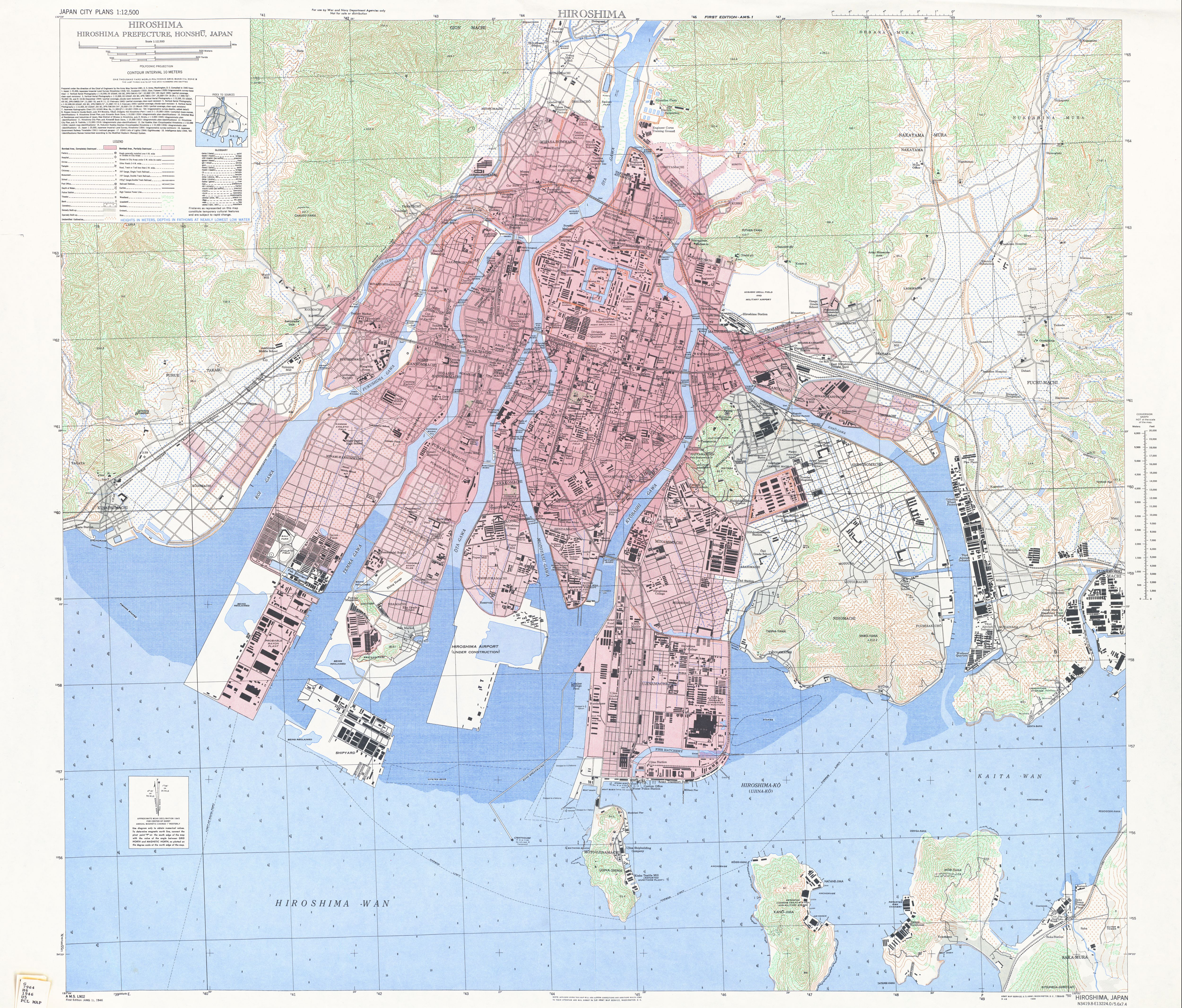
1945年に米軍が作成した広島市地図。
地図中央やや右下"KYOBASHI-GAWA（京橋川）"に掛かる"MIYUKI-BASHI（御幸橋）"右側にあるのが"Government Monopoly Bureau（専売局）"。
その上に見える空き地に本校があった。
ただし本地図では校舎もしくは寮かは不明。

広島電鉄が太平洋戦争中に動員された同社職員の代わりに国民学校高等科を卒業した女子へ乗務を目的とした指導・教育のため創設した全寮制の女子実業学校で、1943年（昭和18年）4月に開校した。
終戦後、被爆からの復興に加え枕崎台風で発生した水害により広電天満橋が落橋するなど路線復旧費用がかさみ校舎復旧の目処がたたないこと、また男性運転士が復員してきたことから、1945年（昭和20年）9月に廃校となった。

当初、当学校生徒は「働きながら勉強も出来て給料も貰える。女学校卒業の免状も出る」「ミシンやタイプライターも支給される」をうたって募集されたが、終戦後のやむを得ない事情があったとはいえ反故にされることになった。運転も含めて既に実際の作業を行っていたが、学校は焼け、復員により本来の従業員が戻ってきたためであった。廃校を言い渡された夜、女生徒らは「ヤシの実」を泣きながら歌っていたという。突然の閉校（と同時に事実上の解雇）通知に対し、退職金はおろか反物二反以外の支給はなかった。また、学校教師や監督者の要請の元に、原爆投下から閉校直前まで連日、専攻科の在学生を中心に乗務や負傷者の介護を実際に行っていたにもかかわらず、その給与も支払われる事は無かった。当然、就学継続の支援・就職の斡旋・生活支援等も無く、当時の在学者達の学歴・卒業資格は国民学校卒業に留まる。事後の補償も原爆被爆者としての国家による補償以外は行われていない。「働いて給料を貰いながら学べる」ということで、市外の貧しい農村地域から応募・入学した者も多く、当時「原爆には毒があり、それは移る」といった俗信も流布していたため、郷里に戻ると、彼女らはしばしば忌避の対象とされた。
なお、広島実践高等女学校（後の鈴峯女子短期大学ならびに現・広島修道大学ひろしま協創中学校・高等学校）は姉妹校にあたる。

## 形態
開校時の1943年第1期生は72人、「運転を手伝えばミシンやタイプライターも教える」が募集時の謳い文句で、女学校卒業資格と乗務による賃金の支給、また全寮制のため衣食住も約束されていたことから、生徒の多くは広島県北部・島根県・鳥取県の農山村部出身者が占めた。1945年には309人が在学していたが、3年制学校であったことと開校から廃校までの期間が2年半のため卒業生は存在しない。
普通学科のほかに電車ならびに路線バスの運行に関する授業も行われ、1年目には車掌業務で、2年目には電車の運転士業務で営業列車に乗務する実践教育が実施された。
- 一般授業と乗務は交替制で午前授業・午後乗務と午前乗務・午後授業の2グループで運営された[2]。
- 広島電鉄は1944年に軍部の要請により江波線・皆実線を開業させているが、同線の乗務にも同校生徒が従事した[3]。

## 沿革
1942年（昭和17年）
- 12月3日：宮村才一郎広島県知事から設立許可を受ける[8]。

1943年
- 4月：開校。

1945年
- 8月6日：広島市への原子爆弾投下により被爆。
  - 爆心地から約2.1キロメートルに位置[1][9]する校舎が焼失。
  - 学生寮では朝食時間帯であったことから滞在者の多くは食堂で被爆[2][1]。教師1名および生徒30名が死亡。
  - 乗務中に被爆し死亡した生徒も確認されている[5]。
  - 生存する生徒は姉妹校である広島実践高等女学校に避難したが、同校が救護所となったため負傷者の看護にも当たった[7][4][10]。
- 8月9日：広島電鉄職員や軍関係者の懸命な復旧作業により本線己斐（現・広電西広島（己斐）） - 西天満町（現・天満町）間が単線で運転再開[4][5]。復旧1番電車の車掌をはじめ本校生徒も乗務した[4]。
- 9月：廃校。
  - 生徒たちは避難していた広島実践高等女学校の講堂で廃校通知を聞き茫然自失になり、級長が「椰子の実」を歌いだすと皆で泣きじゃくり、翌日に同校から去った[4]。

1976年
- 広島県動員学徒犠牲者の会の運動により、被爆死した生徒および教師が公務死として厚生省（現・厚生労働省）から認定された[11]。
  - なお、2014年現在でも広島電鉄本社内に被爆死した生徒と教師の慰霊碑があるほか[5]、広島平和記念公園内にある戦没学徒慰霊碑でも「広電家政」の校名が確認できる[4]。

## 参考資料
- 『広島にチンチン電車の鐘が鳴る』　きむらけん著、汐文社、1999年12月、ISBN 4811372832

　（広島電鉄家政女学校の少女たちが、そろいの鉢巻きを頭に巻いて軍都広島を、運転士として車掌として守りぬいたという物語）
- 『チンチン電車と女学生』堀川惠子・小笠原信之共著、日本評論社、2005年7月、ISBN 4535584257／講談社文庫、2015年6月、ISBN 4062931281
- 『電車を走らせた女学生たち―広島電鉄家政女学校の記録』広島電鉄 - 元広電運転士が元生徒の証言を集めた手記
- 広島テレビ『チンチン電車と女学生 2003・夏・ヒロシマ』、2003年8月31日放送
- 『原爆に遭った少女の話』さすらいのカナブン (初出日 2012年6月3日) ASIN B00EDTW2DM - 広島電鉄家政女学校に在学中、被爆した祖母の体験談を漫画化した作品
- 原爆被災写真 1945-2003年 <3> 焦土からの発車 - ひろしま平和メディアセンター
- 記憶を受け継ぐ - 中国新聞
- 被爆電車 今も運行している? - 中国新聞
- 一番電車 惨状 前だけ見て運転した - 中国新聞